# 国民年金基金
| 国民年金（第1階）                                                 |             |
| 第1号被保険者                                                     | 1,449万人   |
| 第2号被保険者                                                     | 4,513万人   |
| 第3号被保険者                                                     | 793万人     |
| 被用者年金（第2階）                                               |             |
| 厚生年金保険                                                      | 4,047万人   |
| 公務員等                                                          | （466万人） |
| その他の任意年金                                                  |             |
| 国民年金基金 / 確定拠出年金（401k） / 確定給付年金 / 厚生年金基金 |             |

国民年金基金（こくみんねんきんききん、英語: National Pension Fund）とは、国民年金法（昭和34年4月16日法律第141号）等に基づき、ゆとりのある老後を送ることを目指し、老齢基礎年金に「上乗せする」年金を支給する組織である。全国に4団体ある。2019年4月1日からは、全国の地域型の国民年金基金と大部分の職能型の国民年金基金が合併した全国国民年金基金と単独で存続を選択した3つの職能型の国民年金基金が存在している。
公的年金である国民年金と違い、国による運営ではなく私的年金ではあるが、公的年金制度と同様に社会保険料控除、公的年金等控除などの対象となる。

## 目的・背景
- 本項で国民年金法については条数のみ、あるいは法とのみ記す。

国民年金基金（以下、「基金」）は、法第1条の目的（日本国憲法第25条第2項に規定する理念に基き、老齢、障害又は死亡によって国民生活の安定がそこなわれることを国民の共同連帯によって防止し、もって健全な国民生活の維持及び向上に寄与する）を達成するため、加入員の老齢に関して必要な給付を行なう組織（法人）、制度である。また、基金は、加入員又は加入員であった者に対し、年金の支給を行い、あわせて加入員又は加入員であった者の死亡に関し、一時金の支給を行う。基金については、法第10章第1節第115条から第137条で規定されている。
一般に国民年金に係る厚生労働大臣の権限は日本年金機構が行使しているが、国民年金基金に係る権限については地方厚生局長が行使している。
自営業者などは基礎的年金である国民年金だけであるのに対し、民間会社に勤めるサラリーマンや公務員などには国民年金（基礎的年金）のほかに厚生年金や共済年金という上乗せ部分があることから、自営業者など国民年金（基礎的年金）だけに加入する者に対し、その上乗せ部分を支給する目的で1991年（平成3年）に設けられたものである。2012年（平成24年）度末現在の加入人数は493,487人となっている。
なお、国民年金基金の加入員期間は、ねんきん定期便の記載事項に含まれていない。

## 加入員
基金には自営業者に限らず国民年金の第1号被保険者であれば、失業者、主婦、パート、アルバイト、学生なども加入できる。「日本国内に住所を有する60歳以上65歳未満の者」「日本国籍を有する者であって日本国内に住所を有しない20歳以上65歳未満の者」たる任意加入被保険者も加入できる。なお任意加入被保険者は、国民年金基金の規定の適用においては第1号被保険者とみなされる。ただし、同時に2以上の基金の加入員となることはできない。また、第1号被保険者であっても以下の者は加入員となることはできない。
- 保険料免除者（全額免除・一部免除を問わない。また免除保険料を追納した場合でもさかのぼって加入員となることはできない）
- 65歳以上70歳未満の特例任意加入被保険者
- 農業者年金の被保険者

基金の創立総会の日までに設立の同意を申し出た者は、その基金の成立の日に、その後に加入の申出をした者は、その申し出をした日に加入員の資格を取得する（第119条の4、第127条）。
加入員は、次の日に加入員の資格を喪失する（第127条）。加入員が任意にその資格を喪失させることはできない。また加入員の資格を取得した月にその資格を喪失した者は、その資格を取得した月にさかのぼって加入員でなかったものとみなされる。
- 被保険者の資格を喪失した日
- 第2号被保険者又は第3号被保険者となった日
- 地域型基金の加入員が、加入していた基金の地区内に住所を有しなくなった日の翌日
- 職能型基金の加入員が、加入していた基金に係る事業又は業務に従事しなくなった日の翌日
- 免除の規定によりその全額または一部の額につき保険料を納付することを要しないものとされた月の初日
- 農業者年金の被保険者となった日
- 加入していた基金が解散した日の翌日

## 国民年金基金の種類
基金には次の2種類がある（第115条の2）。いずれの基金に加入しても、基金の1口目の加入・給付に国民年金の付加年金が含まれている。

### 地域型国民年金基金
設立時は各都道府県ごとに存在したが、2019年4月1日をもって、全て全国国民年金基金に合併して統合された。
- 被保険者

国民年金の第1号被保険者であって、基金の地区内（同一都道府県内）に住所を有する者をもって組織する（第116条第1項）。
- 設置数

各都道府県につき1個とする（第118条の2）。ただし吸収合併後存続する基金については2以上の都道府県にまたがることがある。
- 設置要件

300人以上の加入員たる資格を有する者が厚生労働大臣に設立を希望する旨の申出を行い、加入員たる資格を有する者及び年金に関する学識経験を有する者のうちから厚生労働大臣が任命した者が設立委員となる。さらに1000人以上の加入員が必要である。

### 職能型国民年金基金
- 被保険者

国民年金の第1号被保険者であって、基金の地区内（全国）において同種の事業又は業務に従事する者をもって組織する（第116条第2項）。
- 設置数

同種の事業又は業務につき全国を通じて1個とする（第118条の2）。
- 設置要件

加入員となろうとする15人以上の者が発起人となり、さらに3000人以上の加入員が必要である。

#### 職能型国民年金基金の基金名
2019年現在、3基金。
- 歯科医師国民年金基金
- 司法書士国民年金基金
- 日本弁護士国民年金基金

### 全国国民年金基金
2019年4月1日に発足。
利便性の向上と事業運営基盤の強化・事業運営の効率化を目的に、全国47都道府県の地域型国民年金基金と、歯科医師国民年金基金・司法書士国民年金基金・日本弁護士国民年金基金を除く22の職能型国民年金基金を統合させて設立された。

## 国民年金基金の法人性
基金は、法人とし、基金の住所は、その主たる事務所の所在地にあるものとする（第117条）。
また、法に基づいて設立される基金は、その名称中に「国民年金基金」という文字を用いなければならず、基金でない者は、何人も、「国民年金基金」という名称を用いてはならない（第118条）。
基金を設立しようとするときは、設立委員又は発起人が、創立総会の終了後遅滞なく、規約その他必要な事項を記載した書面を厚生労働大臣に提出して、上記の要件を満たしたうえで設立の認可を受けなければならない（第119条）。基金は、設立の認可を受けたときに成立する（第119条の4）。規約には以下の事項を定めなければならず、規約の変更は厚生労働大臣の認可を受けなければその効力を生じない（第120条）。
- 名称
- 事務所の所在地
- 地区
- 代議員及び代議員会に関する事項
- 役員に関する事項
- 加入員に関する事項
- 年金及び一時金に関する事項
- 掛金に関する事項
- 資産の管理その他財務に関する事項
- 解散及び清算に関する事項
- 業務の委託に関する事項
- 公告に関する事項
- その設立に係る事業又は業務の種類（職能型基金のみ）
- その他組織及び業務に関する重要事項

基金は、政令で定めるところにより、厚生労働大臣の認可を受けて、その業務の一部を信託会社、信託業務を営む金融機関、生命保険会社、農業協同組合連合会、共済水産業協同組合、国民年金基金連合会その他の法人に委託することができる（第128条）。銀行その他政令で定める金融機関は、基金の業務のうち、基金の加入員となる旨の申出の受理に関する業務に限り受託することができる。

### 国民年金基金の組織
基金に、代議員会を置く。代議員会は、代議員をもって組織し、代議員は、規約の定めるところにより、加入員のうちから選任する（第122条）。代議員の任期は、3年を超えない範囲内で規約で定める期間とする。ただし、補欠の代議員の任期は、前任者の残任期間とする。代議員会の議長は理事長をもって充てる。次に掲げる事項は、代議員会の議決を経なければならない（第123条）。
- 規約の変更
- 毎事業年度の予算
- 毎事業年度の事業報告及び決算
- その他規約で定める事項

基金は毎事業年度に1回、通常代議員会を招集しなければならず、原則として代議員の定数の半数以上が出席しなければ議事を開き又は議決することはできない。基金は四半期（3月、6月、9月、12月）ごとの業務についての報告書2通を作成し、翌月15日までに厚生労働大臣に提出しなければならない。
基金に、役員として理事及び監事を置き（第124条）、理事は、代議員において互選する。ただし、理事の定数の3分の1（合併によりその地域を全国とした地域型基金については2分の1）を超えない範囲内については、代議員会において、基金の業務の適正な運営に必要な学識経験を有する者のうちから選挙することができる（第124条の3）。理事のうち一人を理事長とし、理事が選挙する。監事は、代議員会において、学識経験を有する者及び代議員のうちから、それぞれ一人を選挙する。役員の任期は、3年を超えない範囲内で規約で定める期間とする。ただし、補欠の役員の任期は、前任者の残任期間とする。基金の役員及び基金に使用され、その事務に従事する者は、刑法その他の罰則の適用については、法令により公務に従事する職員とみなす（第126条）。
基金は、厚生労働大臣の認可を受けて、他の基金を吸収合併をすることができる（第137条の3）。ただし、地域型基金と職能型基金の合併については、全国を地区とする地域型基金が存続基金となる場合でなければ合併をすることができない。また、基金は、職能型基金に限り、その権利義務をその地区の地域型基金に承継させる場合に限り、厚生労働大臣の認可を受けて吸収分割することができる（第137条の3の7）。合併・分割とも代議員会の3分の2以上の多数により議決しなければならない。
基金は、以下のいずれかの事由により解散する。解散命令以外の理由によって解散しようとするときは、厚生労働大臣の認可を受けなければならない（第135条）。基金は、解散したときであっても、解散した日までに支給すべきであった年金または一時金でまだ支給していないものの支給に関する義務については免れない。
- 代議員の定数の4分の3以上の多数による代議員会の議決
- 基金の事業の継続の不能
- 厚生労働大臣による解散命令

## 掛金
基金は、基金が支給する年金及び一時金に関する事業に要する費用に充てるため、各月につき掛金を徴収する。毎月の掛金の上限額は68,000円であるが、保険料追納者、46歳以上の中高齢加入者には上限を102,000円とする特例を適用することがある。なお、掛金を納付した期間であっても、国民年金の保険料を納付しなかった月については基金からの給付の対象とされない（その月に係る掛金は還付される）。
基金の主な利点として、所得税において掛金が全額社会保険料控除の対象となることである（所得税法第74条）。
農業者年金基金には、月額最大1万円の保険料の国庫補助制度があるが、国民年金基金には保険料の国庫補助制度がない。

## 給付水準
基金が支給する年金は、少なくとも加入員であった者が老齢基礎年金の受給権を取得したときには、支給されるものとし、死亡以外の事由によっては受給権を消滅させることがあってはならない（第129条1項、2項）。
老齢基礎年金の受給権者に支給する年金額は、付加年金相当額を超えるものでなければならない(第130条第2項）ため、加入者が基礎年金の繰上受給をした場合は基金の加入一口目に含まれる付加年金代行部分について「繰上げ単価プラス1円」で計算された年金が支給され、65歳以降の一口目の年金額は相当額が減額される。ただし繰下げした場合は基金の年金額には影響しない。
基金が支給する一時金は、少なくとも加入員又は加入員であった者が死亡した場合において、その遺族が死亡一時金を受けたときは、そのおなじ遺族に支給されるものとし、その額は8,500円（死亡一時金相当額）を超えるものでなければならない（第129条3項）。

## 国民年金基金連合会
基金は、中途脱退者（加入員期間15年未満で資格喪失日に年金の受給権を取得していない者）及び解散基金加入員（基金解散日にその基金が年金支給義務を負っていた者）に係る年金及び一時金の支給を共同して行うため、国民年金基金連合会（連合会）を設立することができる。連合会を設立するためには、2以上の基金が発起人となり、規約を作成し、創立総会を開き、厚生労働大臣の認可を受けなければならない。
連合会に、評議員会を置く（第137条の10）。評議員会は、評議員をもって組織し、評議員は、会員である基金の理事長において互選する。ただし、特別の事情があるときは、規約で定めるところにより、会員である基金の理事長の過半数の同意を得て、連合会の業務の適正な運営及び国民年金基金制度の適切な運用に必要な学識経験を有する者のうちから理事長が委嘱することを妨げない。
また連合会は、基金への助言・指導を行う事業、国民年金基金制度についての啓発・広報活動も行う（第137条の15）。
連合会が支給する年金の額は、200円に加入員期間の月数を乗じて得た額（付加年金相当額）、一時金の額は8,500円（死亡一時金加算相当額）とされる。

## 歴代広報キャラクター
- 渥美清（1991年12月 - 1992年9月）
- コント55号（1992年10月 - 1993年9月）
- 森光子（1993年10月 - 1994年9月）
- 三田佳子（1994年10月 - 1998年6月）
- 小谷実可子（1998年7月 - 2001年6月）
- 岡江久美子（2001年7月 - 2004年6月）
- 宮里藍（2004年7月 - 2007年3月）
- 長澤まさみ（2007年4月 - 2010年3月）
- 貫地谷しほり（2010年4月 - 2013年3月[6]）
- 優香（2013年4月[7] - 2023年[8]）
- のん、斎藤佑樹（2023年4月[9][10] - ）